# ジュエルマスター
『ジュエルマスター』は、インターグローより2013年9月19日に発売されたニンテンドー3DS専用ゲームソフト。ヨーロッパでは同年3月14日に発売された。